# Água Branca (Paraíba)
Água Branca é um município brasileiro do estado da Paraíba, localizado na porção oeste do estado e integrante das regiões geográficas Imediata e Intermediária de Patos. Possui limites com Juru, Imaculada e Olho d'Água, na Paraíba, além dos municípios de Solidão e Tabira, em Pernambuco, ocupando uma área de 241,662 quilômetros quadrados (km²) e com população estimada em 10.375 habitantes em 2021, conferindo-lhe uma densidade demográfica de 39,94 habitantes por km².
A cidade está assentada sobre a Serra do Teixeira, com a sua sede municipal estando situada a uma altitude de 710 metros acima do nível do mar. Parte do município está incluída na área do Parque Nacional da Serra do Teixeira, um parque nacional e unidade de conservação brasileira de proteção integral à natureza, que além de Água Branca, estende-se por outros 11 municípios alcançando uma área total de 61 095 hectares.

## História
O nome do município deve-se ao fato de que em 1814, ao se perder por entre a mata, um índio civilizado encontrou uma cacimba, a qual buscou por sua água para matar a sede. Ao conseguir retornar para a fazenda de onde partira, o índio afirmou encontrar uma cacimba de água branca, situada por entre uma faixa de mata verde, seguindo-se o percurso do riacho Bom Jesus.
A descoberta de uma faixa verde de mata e a presença de água atraiu a atenção de algumas pessoas que após encontrar o local informado pelo índio, fixaram-se nele e fundaram o povoado. No ano de 1834, foi erguida uma capela onde hoje está situada a Igreja Matriz, atraindo mais pessoas ao povoado e possibilitando que em 07 de janeiro de 1896, por meio de decreto estadual a localidade fosse transformada em distrito, subordinado ao município de Piancó.
A localidade teve papel importante em 1930, durante a revolução de Princesa, pois foi nela onde ocorreram diversas das batalhas que foram travadas entre governo da Paraíba e os separatistas pró-Princesa. Passados oito anos da tentativa de instaurar o Território de Princesa, Água Branca deixa de fazer parte de Piancó e passa a pertencer ao município de Princesa, que logo passou a se chamar Princesa Isabel.
Água Branca também mudou de nome por um breve momento em sua história, quando entre 1943 e 1948, denominou-se de Imoroti, voltando a denominar-se Água Branca desde então e vindo a ser emancipado de Princesa Isabel em 24 de setembro de 1959, por força da lei estadual nº 2163, permanecendo até hoje formado unicamente pelo distrito-sede.

## Geografia

### Clima
O município está incluído na área geográfica de abrangência do semiárido brasileiro, definida pelo Ministério da Integração Nacional em 2005. Esta delimitação tem como critérios o índice pluviométrico, o índice de aridez e o risco de seca.
Dados do Departamento de Ciências Atmosféricas, da Universidade Federal de Campina Grande (UFCG), mostram que Água Branca apresenta um clima com média pluviométrica anual de 734,6 mm e temperatura média anual de 22,8 °C.
De acordo com dados da Aesae da ANA, de 1931 até hoje, o maior total de chuva em 24h foi de 150,5 mm no dia 10 de fevereiro de 1948. Outros volumes acima de 100 mm foram registrados nos dias: 03 de janeiro de 2002 (132,4 mm); 22 de fevereiro de 1977 (122 mm); 25 de novembro de 1986 (111,8 mm); 03 de maio de 1968 (106 mm); 07 de maio de 1973 (105,2 mm); 13 de maio de 2006 (105 mm); 22 de abril de 1951 (102,1 mm); 31 de janeiro de 1995 (102 mm); e 13 de fevereiro de 2009 (101,2 mm). Em um mês, o maior volume de chuva foi de 585,6 mm em março de 1960.
| Dados climatológicos para Água Branca         | Dados climatológicos para Água Branca | Dados climatológicos para Água Branca | Dados climatológicos para Água Branca | Dados climatológicos para Água Branca | Dados climatológicos para Água Branca | Dados climatológicos para Água Branca | Dados climatológicos para Água Branca | Dados climatológicos para Água Branca | Dados climatológicos para Água Branca | Dados climatológicos para Água Branca | Dados climatológicos para Água Branca | Dados climatológicos para Água Branca | Dados climatológicos para Água Branca |
| Mês                                           | Jan                                   | Fev                                   | Mar                                   | Abr                                   | Mai                                   | Jun                                   | Jul                                   | Ago                                   | Set                                   | Out                                   | Nov                                   | Dez                                   | Ano                                   |
| --------------------------------------------- | ------------------------------------- | ------------------------------------- | ------------------------------------- | ------------------------------------- | ------------------------------------- | ------------------------------------- | ------------------------------------- | ------------------------------------- | ------------------------------------- | ------------------------------------- | ------------------------------------- | ------------------------------------- | ------------------------------------- |
| Temperatura máxima média (°C)                 | 31,4                                  | 30,5                                  | 29,7                                  | 29,2                                  | 27,9                                  | 27,0                                  | 27,0                                  | 28,6                                  | 30,3                                  | 31,9                                  | 32,2                                  | 32,2                                  | 29,8                                  |
| Temperatura média (°C)                        | 24,1                                  | 23,5                                  | 23,1                                  | 22,9                                  | 22,1                                  | 21,1                                  | 20,7                                  | 21,2                                  | 22,5                                  | 23,6                                  | 24,1                                  | 24,3                                  | 22,8                                  |
| Temperatura mínima média (°C)                 | 19,6                                  | 19,4                                  | 19,3                                  | 19,2                                  | 18,4                                  | 17,5                                  | 16,6                                  | 16,6                                  | 17,6                                  | 18,4                                  | 19,2                                  | 19,5                                  | 18,4                                  |
| Chuva (mm)                                    | 63,1                                  | 113,0                                 | 176,3                                 | 156,0                                 | 84,0                                  | 49,4                                  | 36,2                                  | 10,6                                  | 8,0                                   | 4,0                                   | 13,4                                  | 21,4                                  | 734,6                                 |
| Fonte: Departamento de Ciências Atmosféricas. |                                       |                                       |                                       |                                       |                                       |                                       |                                       |                                       |                                       |                                       |                                       |                                       |                                       |

## Demografia
A população do município de Água Branca foi estimada em 10 375 no ano de 2021, um aumento de 9,8% em relação à população registrada no censo demográfico de 2010 que foi de 9 449 habitantes, colocando a cidade como a 86.ª mais populosa do estado. O último censo também revelou que a população encontrava-se principalmente na zona rural, estando dividida entre 5 388 (58%) moradores do campo e 4 061 da cidade, apresentando uma densidade por volta de 39,94 habitantes por km² na época. A expectativa de vida de seus moradores evoluiu de 61,35 anos em 2000 para 67,72 em 2010, cerca de dois anos a menos que a média estadual.
Da população total registrada em 2010, 50,06% eram do sexo feminino e 49,94% do sexo masculino, tendo uma razão de sexo de 99 homens para cada cem mulheres. Quanto à faixa etária, 61,85% dos habitantes tinham entre 15 e 64 anos, 29,63% eram jovens com menos de quinze anos e 8,52% da população era composta por idosos com 65 anos ou mais. Ainda segundo dados do censo de 2010, a maioria da população era formada por pardos (59,74% dos habitantes), havendo também brancos (37,14%), pretos (1,61%), amarelos (1,40%) e indígenas (0,11%). Levando-se em conta a nacionalidade da população, todos os habitantes eram brasileiros natos, entre os quais 95,99% eram naturais da própria Região Nordeste, sendo 8 536 paraibanos (90,34% do total) e 469 pernambucanos (4,96%). Dos nascidos na Paraíba, 7 265 (76,88%) eram naturais do próprio município.
O Índice de Desenvolvimento Humano (IDH-M) calculado pelo Programa das Nações Unidas para o Desenvolvimento (PNUD) define um valor de 0,572 para Água Branca, considerado baixo, encontrando-se o município com o 141 º melhor índice no estado e o 4 802 º do Brasil. Considerando-se apenas o índice de longevidade, seu valor é 0,712, o valor do índice de renda é 0,542 e o de educação 0,484. Desde 1991 o índice de Gini, com valores provenientes dos censos demográficos, indica que a desigualdade social aumentou em Água Branca, partindo de 0,53 em 1991, subindo para 0,71 em 2000 e alcançando 0,54 em 2010, tendo a porcentagem de pobres e extremamente pobres reduzindo-se constantemente no período.

## Religião
Os dados do censo de 2010 afirmam ainda que 9 103 dos residentes no município, ou 96,34% da população, declararam-se católicos apostólicos romanos, sendo essa a maior filiação religiosa do local. A proporção de católicos é significante e faz com que o município seja considerado um dos mais católicos do país, sendo a 50.º com mais católicos proporcionais a nível nacional e a 4.º quando considerados apenas os municípios do próprio estado.
Os católicos da cidade possuem como padroeira Nossa Senhora da Conceição, cuja paróquia local remonta aos primórdios da cidade e pertence à Forania da Serra do Princesa, parte integrante da Diocese de Patos. Crenças minoritárias de denominações evangélicas, formam a segunda maior crença religiosa com mais adeptos no município, com um total de 186 moradores tendo declarado serem afiliados (1,97% da população total), entre esses, o ramo Pentecostal o que possui mais adeptos, com 166 afiliados. Outras filiações minoritárias foram verificadas também para as Testemunhas de Jeová, a Igreja Católica Ortodoxa bem como para o Espiritismo. O número de pessoas que declararam não possuir religião foi de 136, o que correspondeu a 1,44% dos água-branquenses.